# Калиопа
Калиопа (на гръцки: Καλλιόπη, в превод – „сладкозвучна“) в древногръцката митология е музата на епоса, красноречието и науката. Дъщеря на Зевс и Мнемозина. В по-късни митове се казва, че има двама сина от Аполон – тракийския певец Орфей и Лин (в други митове, Орфей е син на цар Еагър). Тя е най-възрастната и най-мъдрата от музите. Съдия в спора за Адонис между Афродита и Персефона. Изобразявана е с писец и восъчна дъска.